# Cantone di Villars-les-Dombes
Il Cantone di Villars-les-Dombes è una divisione amministrativa dell'arrondissement di Bourg-en-Bresse con capoluogo Villars-les-Dombes.
A seguito della riforma approvata con decreto del 13 febbraio 2014, che ha avuto attuazione dopo le elezioni dipartimentali del 2015, è passato da 10 a 25 comuni.

## Composizione
I 10 comuni facenti parte prima della riforma del 2014 erano:
- Saint-Marcel
- Birieux
- Bouligneux
- La Chapelle-du-Châtelard
- Lapeyrouse
- Marlieux
- Monthieux
- Villars-les-Dombes
- Saint-Germain-sur-Renon
- Saint-Paul-de-Varax

Dal 2015 i comuni appartenenti al cantone sono i seguenti 25:
- Ambérieux-en-Dombes
- Ars-sur-Formans
- Baneins
- Birieux
- Bouligneux
- Chaleins
- Chaneins
- Civrieux
- Fareins
- Francheleins
- Lapeyrouse
- Lurcy
- Messimy-sur-Saône
- Mionnay
- Monthieux
- Rancé
- Relevant
- Saint-André-de-Corcy
- Saint-Jean-de-Thurigneux
- Saint-Marcel
- Saint-Trivier-sur-Moignans
- Sainte-Olive
- Savigneux
- Villars-les-Dombes
- Villeneuve